# Droga wojewódzka 203
Die Droga wojewódzka 203 (DW 203) ist eine polnische Woiwodschaftsstraße, die den Nordosten (Koszalin (Köslin)) der Woiwodschaft Westpommern mit dem Nordwesten (Ustka (Stolpmünde)) der Woiwodschaft Pommern verbindet. Mit ihrer gesamten Länge von 69 Kilometern verläuft sie parallel zur Ostseeküste und durchzieht die Kreis Koszalin, Sławno (Schlawe) und Słupsk (Stolp).

## Streckenverlauf
Woiwodschaft Westpommern:
Grodzki Koszalin (Stadtbezirk Köslin):
- Koszalin (Köslin) (DK 6 / Europastraße 28: Stettin, DK 11: Kołobrzeg (Kolberg) ↔ Bytom (Beuthen/Oberschlesien), DW 167: Koszalin → Ogartowo, und DW 206: Koszalin → Miastko (Rummelsburg (Pommern)))

> Weiterführung 7 Kilometer auf der Trasse der DK 6 <
Powiat Koszaliński (Kreis Köslin):
- Gorzebądz (Gohrband) (DK 6 → Danzig)

X PKP-Linie 202: Stargard (Stargard in Pommern) ↔ Danzig X
~ Unieść (Nestbach) ~
- Skibno (Schübben)
- Sucha Koszalińska (Zuchen)
- Iwięcino (Eventin)
- Bielkowo (Beelkow)

Powiat Sławieński (Kreis Schlawe):
- Gleźnowo (Steinort)
- Bukowo Morskie (See Buckow)
- Dąbki (Neuwasser)
- Bobolin (Böbbelin)
- Żukowo Morskie (See Suckow)

~ Grabowa (Grabow) ~
- Darłowo (Rügenwalde) (DK 37: Darłowo → Karwice, und DW 205: Darłowo → Sławno (Schlawe) – Bobolice (Bublitz))

X PKP-Linie Nr. 418: Darłowo → Sławno – Korzybie (Zollbrück) X
~ Wieprza (Wipper) ~
- Zakrzewo (Sackshöhe)
- Drozdowo (Hohen Drosedow)
- Sulimice (Zillmitz)
- Karsino (Karzin)
- Masłowice (Masselwitz)
- Ronino (Rönneberg)
- Chudaczewo (Alt Kuddezow)
- Pieńkowo (Pennekow)

X ehemalige Reichsbahnlinie Nr. 111p: Schlawe ↔ Stolpmünde X
- Postomino (Pustamin)

Woiwodschaft Pommern:
Powiat Słupski (Kreis Stolp):
X ehemalige Reichsbahnlinie Nr. 111p: Schlawe ↔ Stolpmünde X
- Zaleskie (Saleske)
- Duninowo (Dünnow)

~ Słupia (Stolpe) ~
- Ustka (Stolpmünde) (DW 210: Ustka →  Słupsk (Stolp) – Unichowo (Wundichow))